# Victor Trägårdh
Hans Victor Trägårdh, född 5 augusti 1981 i Råda församling, Härryda, är en svensk skådespelare, konstnär och illustratör.

## Biografi
Victor Trägårdh är utbildad på Teaterhögskolan i Göteborg 2004–2008. Han gick tidigare på Skara Skolscen 2001-2002. 
Han spelade den homosexuelle polisen Lars Bergenhem i SVT:s serie Kommissarie Winter 2009-2010. Han har även medverkat i Johan Falk, de 107 patrioterna då han spelade nynazisten Harald och även i regissören Jesper Ganslandts Blondie 2012 och i  Lisa Langseths Hotell från 2013. Han hade huvudrollen i Andriy Zholdaks uppsättning av Mefisto på Uppsala Stadsteater 2011. Därefter, sommaren 2012, spelade han på Romateatern i uppsättningen Othello, där han gestaltade Cassio. Han har varit verksam vid Uppsala Stadsteater 2011-2012, Göteborgs Stadsteater 2013 och Borås Stadsteater 2014. Victor Trägårdh gör även konfrenciersjobb och dubbar barnprogram. Han gör rösten till Mr Robinson i tv-serien Gumballs fantastiska värld. I november 2018 började han ett samarbete med Svenska spels ATG, där han är frontfiguren utåt. Victor Trägårdh är även aktiv konstnär och illustratör och målar främst porträtt i kol och illustrationer ämnade för barnlitteratur.

## Filmografi
- 2005 – Drömmar
- 2007 – Upp till kamp (TV-serie)
- 2009 – Gräva där en står
- 2010 – Räven
- 2010 – Kommissarie Winter (TV-serie)
- 2011 – As
- 2012 – Blondie
- 2012 – Johan Falk – De 107 patrioterna
- 2013 – Hotell
- 2014–2015 – Blå ögon (TV-serie)
- 2018 – Vår tid är nu (TV-serie)

## Teater

### Roller (ej komplett)
| År   | Roll | Produktion                   | Regi          | Teater                |
| ---- | ---- | ---------------------------- | ------------- | --------------------- |
| 2013 |      | Frun från havet Henrik Ibsen | Egill Pálsson | Göteborgs stadsteater |